# Apple Watch (第一代)
Apple Watch，是苹果公司开发的一款智能手表，由該公司執行長蒂姆·库克（Tim Cook）于2014年9月9日发布。Apple Watch 結合了運動追蹤和健康相關功能，並能與iOS和其他蘋果產品與服務整合。Apple Watch 有三個系列：Apple Watch Sport、Apple Watch 和 Apple Watch Edition。這些系列的將由不同錶殼與錶帶的組合做出區別。
由於作為蘋果配件的定位，為這支手錶所設計的許多預設功能甚至第三方程式必須依靠與iPhone連結才能運行（例如撥打電話和傳送簡訊），透過藍芽或Wi-Fi以無線的方式與安裝有iOS 8.2或更新版本的iPhone 5及後繼機種連結。Apple Watch 在2015年4月10日開放預購，並在2015年4月24日正式上市。

## 功能
在2014年9月9日的發表會上，蘋果宣布蘋果手錶將支援行動支付平台Apple Pay。此外，手錶在與iPhone連結後可撥打和接聽電話、傳送和閱讀iMessage和SMS簡訊、追蹤健康及運動狀況、執行第三方開發的應用程式（app）。蘋果手錶能控制Apple TV，並可當作對講機及iPhone相機的取景窗使用。透過手錶中內建的地圖應用程式，可提供穿戴者導航與方向指引。此外手錶也能在Passbook中儲存會員卡、入場門票和登機證等票卷。蘋果手錶中也包含了數位個人助理Siri功能。手錶採用了力道感應觸控（force touch）的輸入方式，能感測穿戴者按壓螢幕的力道大小。
若殘餘電池的電量低於特定程度，手錶將會自動進入「省電」模式，能讓穿戴者能夠在接下來的72小時內繼續查看時間。手錶在充電後即會回復至一般的正常模式。

## 應用程式
蘋果手錶內建多種預設應用程式，皆由蘋果自行開發。WatchKit是一個包含在iOS軟體開發套件（iOS SDK）內的軟體框架，能讓開發者建立蘋果手錶專用的應用程式。第三方開發的手錶應用程式將能透過蘋果手錶App Store發布。
與其他蘋果產品不同，蘋果手錶的App Store並未內建在裝置上，而是透過無線方式與iPhone連結。使用者必須把iPhone 5或以上的版本升級至iOS 8.2版本以獲取内置的「Watch」應用程式，並與所持有的蘋果手錶配對。連結完成後，手錶大部分的主要功能皆需iPhone才能進行，包括撥接電話和收發簡訊等服務。手錶的App Store與其他App Store使用方式類似，下載任何應用程式前需要點擊並進行確認。大多數的應用程式是行動電話或電腦版本的簡化版。

## 設計
蘋果手錶共有三種系列，提供兩種不同尺寸的錶殼：38 mm（1.5英寸）和42 mm（1.7英寸），總共有38種不同的款式組合。錶殼上裝有可交換不同錶帶的裝置設計。蘋果手錶的觸控式螢幕可感測按壓力道，能分辨輕點和按壓的不同。手錶側面裝有一個數位錶冠（digital crown），透過旋轉錶冠可捲動畫面內容，按下錶冠則可回到主畫面。手錶上同時也有一個按鈕，按下後可顯示聯絡人列表。蘋果手錶透過無線充電方式充電，使用與蘋果公司MacBook家族之MagSafe近似的充電線。
蘋果為了蘋果手錶開發了一套名為「San Francisco」的專屬字體，該字體是為了在手錶小型螢幕上顯示而特別設計。

## 圖集

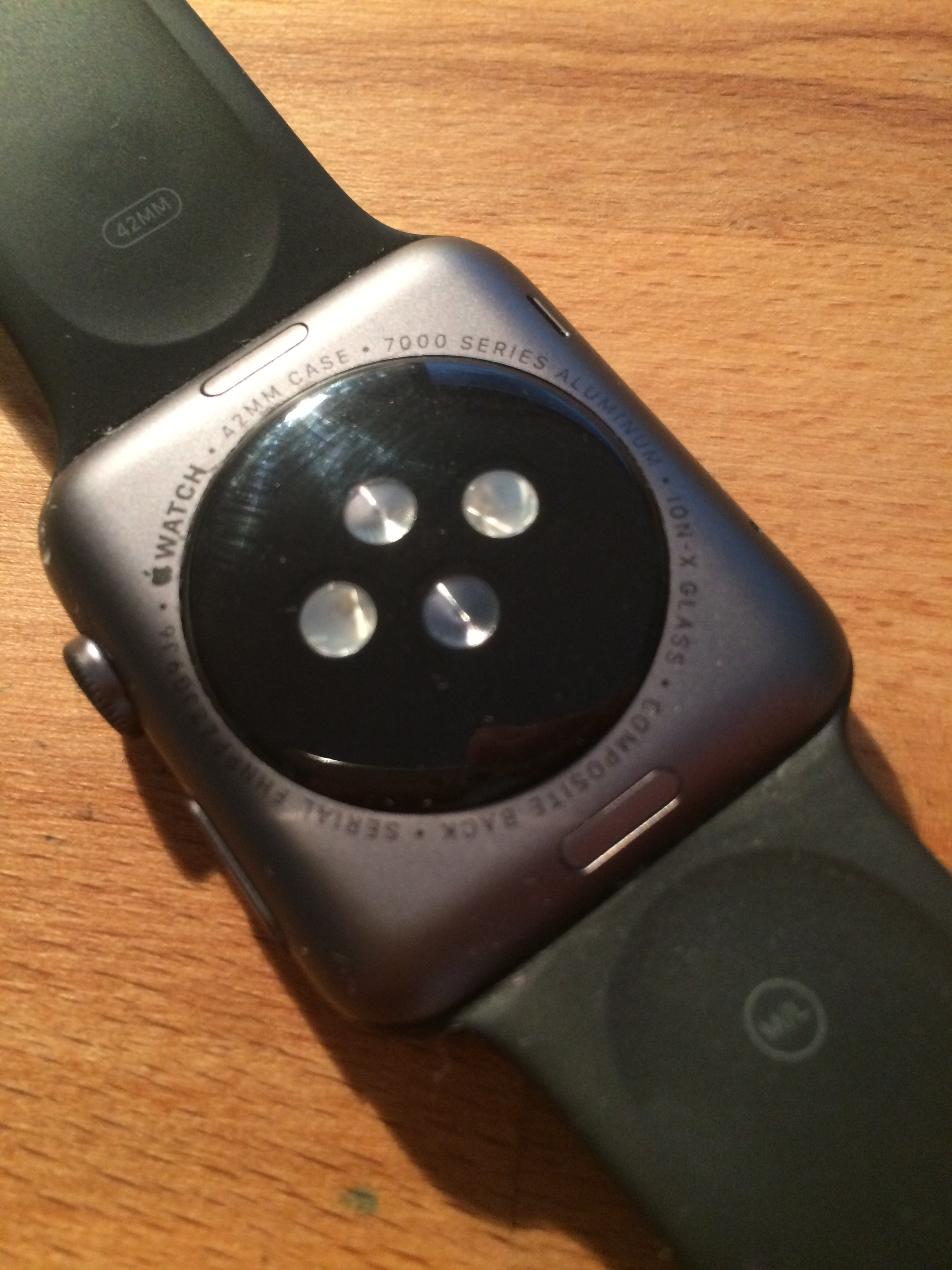
Apple Watch的背後照
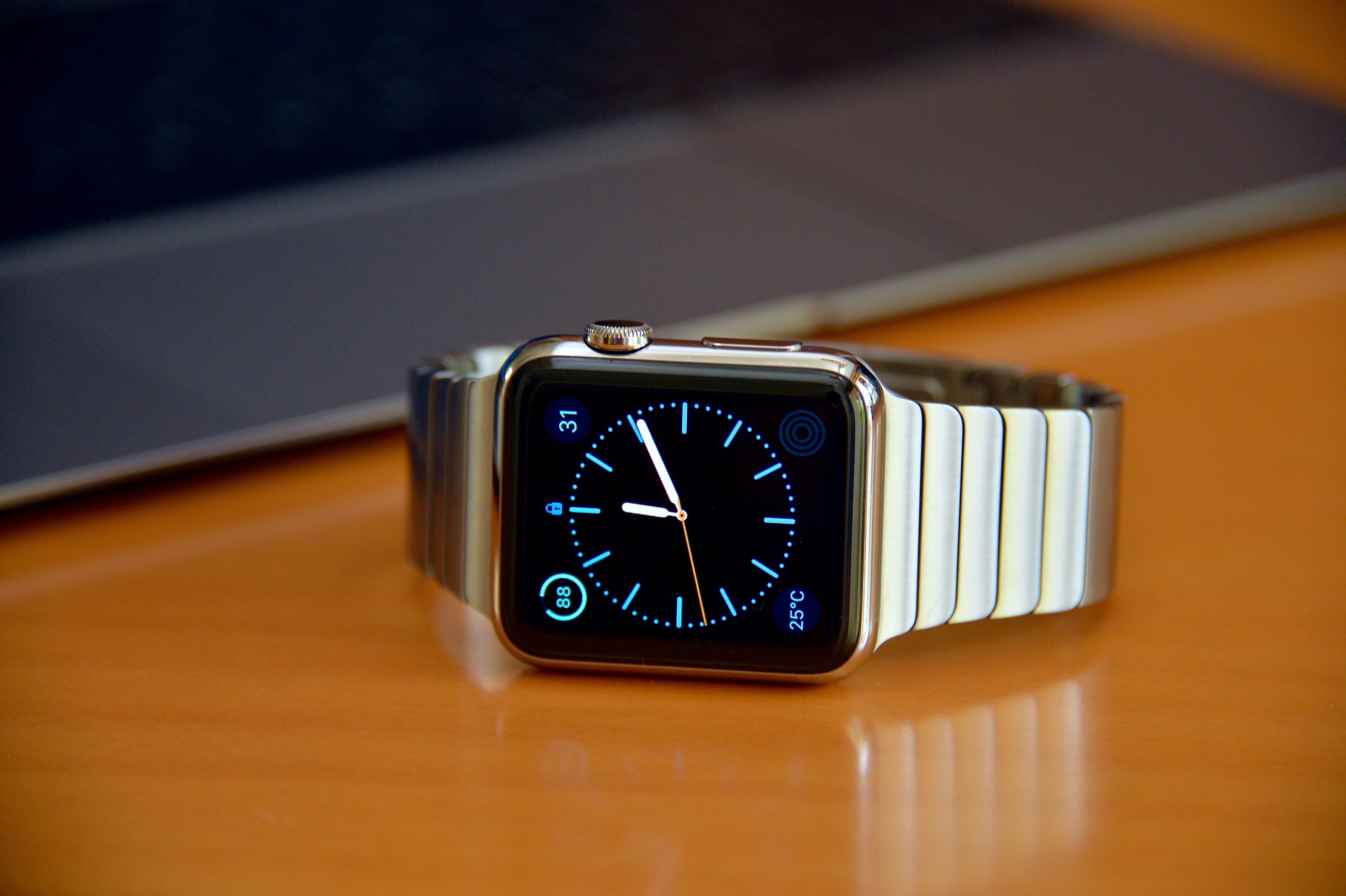
Apple Watch不鏽鋼錶加上錶鏈帶
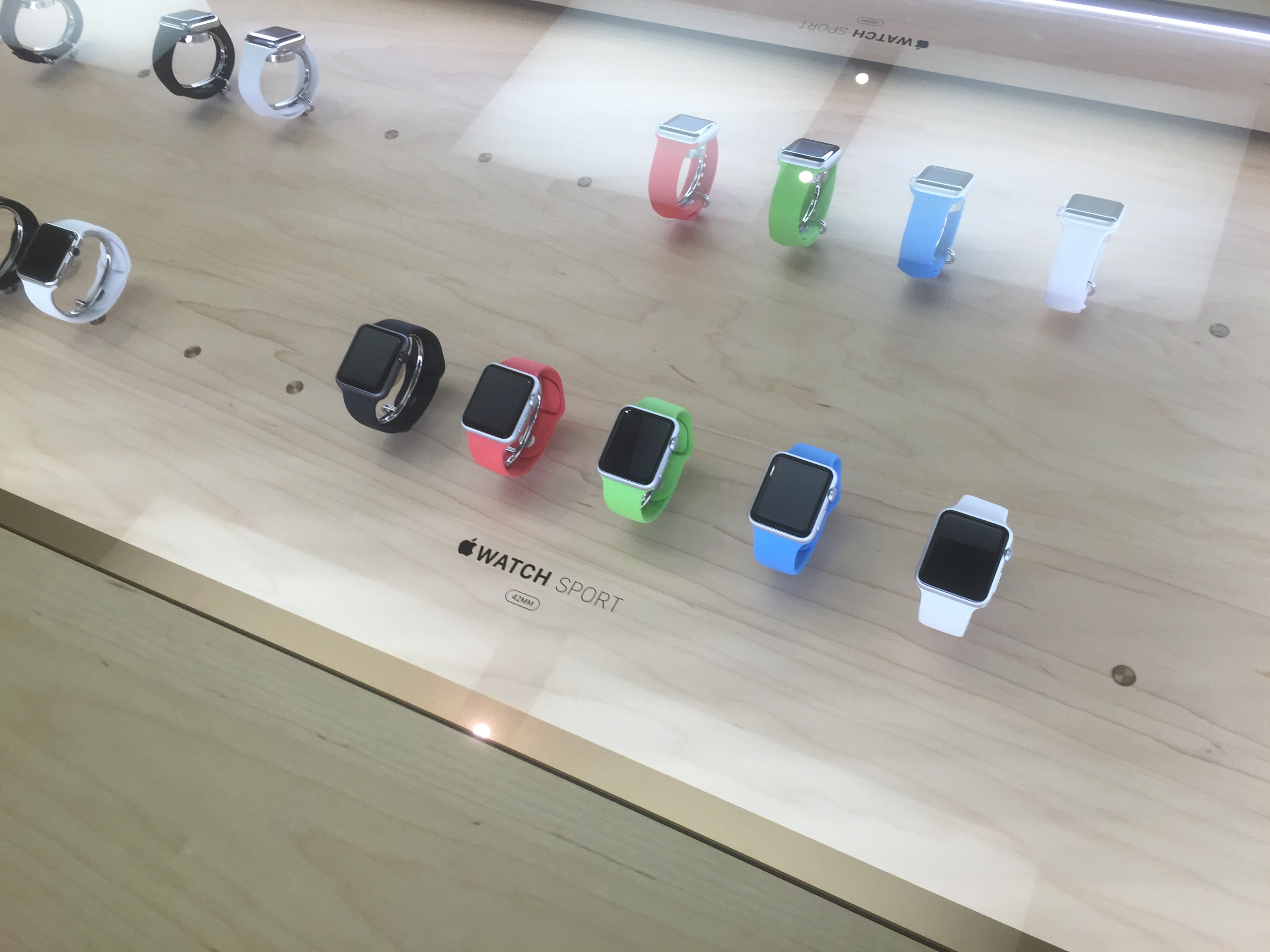
各種顏色的Apple Watch Sport
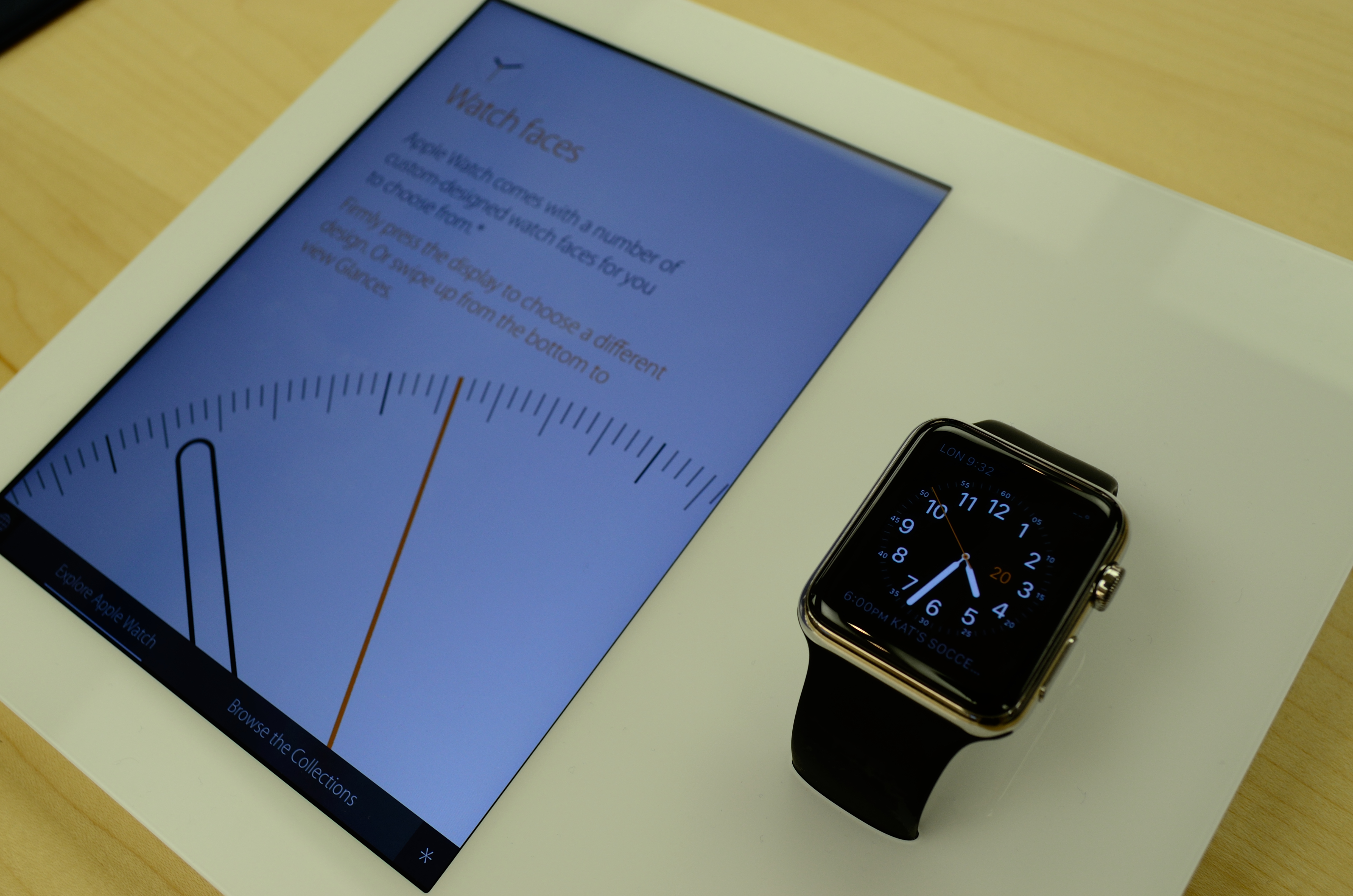
在Apple Store展示的Apple Watch

## 硬體
蘋果手錶使用蘋果的S1處理器，以「在單一晶片上包含了整台電腦的架構」作為宣傳。此外，手錶也使用了稱為「Taptic Engine」的直線步進馬達，能在收到通知或警示時提供觸覺回饋。手錶內建了使用紅外線和可見光LED及光电二极管的心率監測儀。手錶具有IPX7的防水認證等級，但不建議將整隻手錶浸入水中。所有版本的蘋果手錶皆內建8 GB的儲存空間，能讓使用者存放最多2 GB的音樂，以及75 MB的相片，然而，這些限制僅在蘋果手錶未連接至iPhone時適用，當手錶與iPhone連接後，所有iPhone中的音樂和相片皆可在手錶上聆聽或觀賞。
蘋果手錶使用了彈性的Retina AMOLED螢幕，這是第一款使用AMOLED科技的蘋果公司產品。
手錶與運行iOS 8.2或更新版本的iPhone 5與其後繼機種相容，透過藍芽 4.0和Wi-Fi連接。

## 系列比較
| 系列                  | Apple Watch Sport | Apple Watch | Apple Watch Edition |
| --------------------- | --- | --- | --- |
| 售價                  | 38 mm：349美元 42 mm：399美元 | 38 mm：549美元－1,049美元 42 mm：599美元－1,099美元 | 38 mm：10,000美元－17,000美元 42 mm：10,000美元－17,000美元 |
| 處理器                | Apple S1 | Apple S1 | Apple S1 |
| 儲存空間              | 8 GB | 8 GB | 8 GB |
| 系統軟體              | watchOS（以iOS為基礎） | watchOS（以iOS為基礎） | watchOS（以iOS為基礎） |
| 顯示器 （長 x 寬）    | Flexible Retina AMOLED 38 mm: 21.2 × 26.5 mm；對角尺寸：33.5 mm（1.32英寸）、272×340像素、290 PPI 42 mm: 24.3 × 30.38 mm；對角尺寸：39 mm（1.5英寸）、312×390像素、302 PPI | Flexible Retina AMOLED 38 mm: 21.2 × 26.5 mm；對角尺寸：33.5 mm（1.32英寸）、272×340像素、290 PPI 42 mm: 24.3 × 30.38 mm；對角尺寸：39 mm（1.5英寸）、312×390像素、302 PPI | Flexible Retina AMOLED 38 mm: 21.2 × 26.5 mm；對角尺寸：33.5 mm（1.32英寸）、272×340像素、290 PPI 42 mm: 24.3 × 30.38 mm；對角尺寸：39 mm（1.5英寸）、312×390像素、302 PPI |
| 其他輸出              | 觸覺反饋引擎（Taptic Engine）、揚聲器 | 觸覺反饋引擎（Taptic Engine）、揚聲器 | 觸覺反饋引擎（Taptic Engine）、揚聲器 |
| 尺寸 （長 x 寬 x 高） | 38 mm：38.6 mm × 33.3 mm × 10.5 mm（1.52英寸 × 1.31英寸 × 0.41英寸） 42 mm：42 mm × 35.9 mm × 10.5 mm（1.65英寸 × 1.41英寸 × 0.41英寸）                                    | 38 mm：38.6 mm × 33.3 mm × 10.5 mm（1.52英寸 × 1.31英寸 × 0.41英寸） 42 mm：42 mm × 35.9 mm × 10.5 mm（1.65英寸 × 1.41英寸 × 0.41英寸） | 38 mm：38.6 mm × 33.3 mm × 10.5 mm（1.52英寸 × 1.31英寸 × 0.41英寸） 42 mm：42 mm × 35.9 mm × 10.5 mm（1.65英寸 × 1.41英寸 × 0.41英寸）                                    |
| 錶背                  | 複合材料 | 陶瓷 | 陶瓷 |
| 顯示器                | 強化Ion-X玻璃 | 藍寶石玻璃 | 藍寶石玻璃 |
| 款式                  | 10種款式 | 20種款式 | 8種款式 |
| 款式                  | 2種錶殼： 輕量級氧化鋯微粒噴砂處理7000系列鋁金屬（銀或太空黑） 5種錶帶： 氟化橡膠：運動型錶帶（白、黑、藍、綠或粉紅）                                                      | 2種錶殼： Apple Watch系列配有拋光鏡面不鏽鋼和太空黑色不鏽鋼錶殼。 6種錶帶 （页面存档备份，存于）：: 皮革：時尚環扣錶帶（淺粉紅、棕、或午夜藍）；皮革錶環（石頭灰、淺棕或鮮藍）； 經典扣式錶帶（黑） 不鏽鋼：錶鏈帶（不鏽鋼或太空黑）或米蘭式錶環 氟化橡膠：運動型錶帶（黑或白） | 2種錶殼： 強化18K金（金或玫瑰金） 3種錶帶： 皮革：時尚環扣錶帶（鮮紅或玫瑰灰）； 經典扣式錶帶（黑或鮮藍） 氟化橡膠：運動型錶帶（白或黑）                                   |
| 輸入方式              | 數位錶冠、多點觸控力道感應觸控（force touch）、麥克風、連結至iPhone | 數位錶冠、多點觸控力道感應觸控（force touch）、麥克風、連結至iPhone | 數位錶冠、多點觸控力道感應觸控（force touch）、麥克風、連結至iPhone |
| 連接埠                | 手錶透過無線充電方式充電，使用與蘋果公司MacBook家族之MagSafe近似的充電線。                                                                                                 | 手錶透過無線充電方式充電，使用與蘋果公司MacBook家族之MagSafe近似的充電線。 | 手錶透過無線充電方式充電，使用與蘋果公司MacBook家族之MagSafe近似的充電線。                                                                                                 |
| 連接性                | NFC、藍芽4.0、Wi-Fi 802.11b/g/n | NFC、藍芽4.0、Wi-Fi 802.11b/g/n | NFC、藍芽4.0、Wi-Fi 802.11b/g/n |
| 感應器                | 加速規、陀螺儀、心率監測儀 | 加速規、陀螺儀、心率監測儀 | 加速規、陀螺儀、心率監測儀 |
| 適用性                | 支援執行iOS 8.2或更新版本作業系統的iPhone 5及後續機種，與裝置間透過Wi-Fi或藍芽4.0連結。                                                                                    | 支援執行iOS 8.2或更新版本作業系統的iPhone 5及後續機種，與裝置間透過Wi-Fi或藍芽4.0連結。 | 支援執行iOS 8.2或更新版本作業系統的iPhone 5及後續機種，與裝置間透過Wi-Fi或藍芽4.0連結。                                                                                    |
| 電池                  | 最長18小時 | 最長18小時 | 最長18小時 |

## 發售前反應

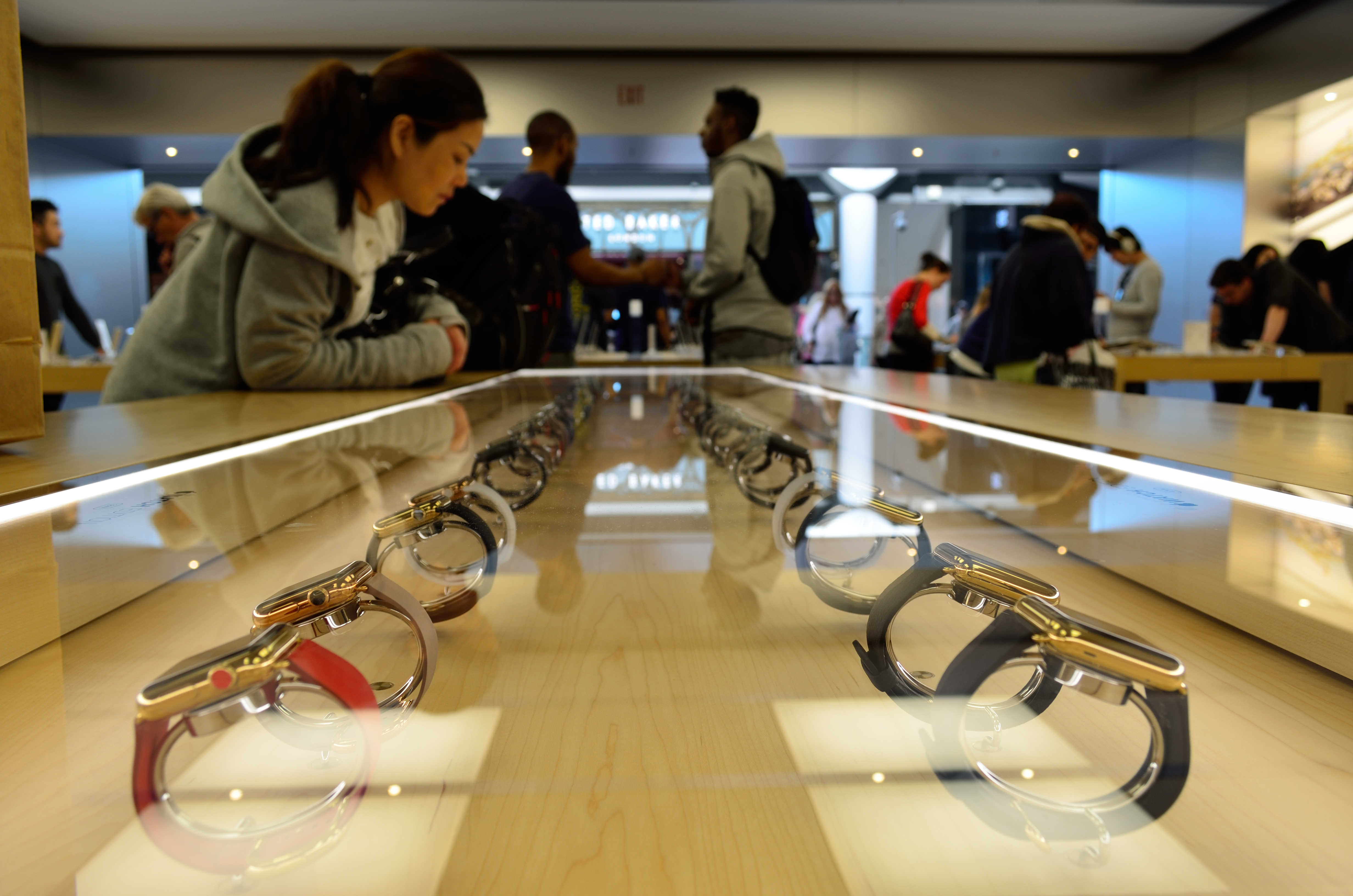
蘋果店內的蘋果手錶

在蘋果手錶發表會後，科技與鐘錶業界觀察家間的最初反應分歧；部分人士讚揚手錶的「設計、潛力和實用性」，而其他人則對這些項目抱持著相反的意見。資本企業家馬克·安德森曾表示他「等不及」要使用蘋果手錶，此外《賈伯斯傳》作者沃爾特·艾薩克森用「非常酷」形容了蘋果手錶，並稱其為「更深入日常生活」的未來科技。然而，《個人電腦雜誌》（PC Magazine）的伊凡·戴許維斯基（Evan Dashevsky）表示和Moto 360相比，蘋果手錶並未提供足夠的新功能，除了可自訂的震動通知外。
在2014年11月的《時代》雜誌中，蘋果手錶被列為是2014年最佳發明之一。
「Whole Pantry」是發表會上預先公布的應用程式之一，但在開發者貝利·吉伯森（Belle Gibson）被指控詐欺以及造假癌症診斷報告後，該應用程式在蘋果手錶上市前被下架撤回。
在蘋果手錶發表的前一週，蘋果公司的iCloud系統發生了名人照片泄露事件，使的蘋果產品使用者的隱私權遂成為一個議題。蘋果手錶能監控佩帶者的身體狀況及定位，也因此引發隱私洩露的疑慮。

### 預測
財經分析師預測蘋果手錶在第一年可售出數百萬隻至4000萬支《時代》雜誌的提姆·巴傑林（Tim Bajarin）總結了各種不同預測，寫到「目前沒有足夠的資訊來判定此一產品在明年上市後會如何發展。」

### 先期評價
部分媒體在發售前取得蘋果手錶，大多數的評論都給予其正面評價。這些評論稱讚蘋果手錶的整體設計，以及其具有融入日常生活的潛力，但也點出其系統運行速度與售價的問題。大多數的評論者認為蘋果手錶功能豐富且方面，但也指出其與目前的智慧型手機相比，並未提供具有潛力的應用功能。部分的評論者也將蘋果手錶與Android Wear等競爭商品比較，並稱「智慧型手錶的存在終於合理」。但評論者對於電池容量有著負面的評價，《華爾街日報》的傑弗瑞·佛勒（Geoffrey Fowler）表示他的手錶「幾乎無法維持一整天的電力」，其他評論者將蘋果手錶與Samsung Gear 2相比，表示後者「在正常使用情況下電池可維持三天」。

### 預購
根據估計，在美國於2015年4月10日開放預購後的六小時內，蘋果收到了將近100萬隻蘋果手錶的預購訂單，首批預購的備貨數量在六小時後便全部售完，其後的預購訂單將會自6月以後陸續出貨。

## 產品問題

### 鎳材質問題
Apple Watch、太空灰顏色的Apple Watch Sport、部分Apple Watch的錶帶、其它不鏽鋼組件、及手錶和錶帶中的磁石等產品含有些許鎳成分，產品的使用者可能因此有過敏反應。。然而，蘋果公司自稱其含量都低於歐盟 REACh 法規的嚴格限制。因此，鎳的接觸不致於產生問題。

### 甲基丙烯酸酯成份問題
因Apple Watch 錶殼、米蘭式錶環、時尚環扣錶帶、皮革錶環等錶帶的黏合劑中含有微量的甲基丙烯酸酯。甲基丙烯酸酯常見於許多接觸皮膚的消費品，如创可贴等。有些人可能會對這些產品過敏，或一段時間後出現過敏反應。

### 疑似過熱導致灼傷皮膚
有用戶在推特上傳疑似被灼傷的照片，被多家媒體轉載。

## 另見
- Microsoft Band
- Android Wear
- Pebble
- 三星Gear
- Sony SmartWatch
- 华为手表
- 小米手表

## 資料來源
1. ↑  Eva Dou. . 《華爾街日報》. 2014-06-20  [2015-02-08]. （原始内容存档于2015-02-08）.
2. ↑  Kelion, Leo. . BBC. 2015-03-10  [2015-03-10]. （原始内容存档于2015-03-10）.
3. ↑  . Apple.   [2015-04-18]. （原始内容存档于2015-04-18）.
4. ↑  . The Verge. Vox Media. 2014-09-09  [2014-09-10]. （原始内容存档于2014-09-09）.
5. ↑  Etherington, Darrell. . TechCrunch. AOL.   [2015-01-28]. （原始内容存档于2015-01-28）.
6. 1 2 3  . The Verge. Vox Media. 2014-09-09  [2014-09-10]. （原始内容存档于2014-09-09）.
7. ↑  . Apple.   [2015-04-11]. （原始内容存档于2015-04-16）.
8. ↑  Jacobs, Bart. . Tuts+. Envato. 2014-11-30  [2015-01-21]. （原始内容存档于2015-01-21）.
9. ↑  Sullivan, Mark. . VentureBeat. 2015-03-12  [2015-03-13]. （原始内容存档于2015-03-16）.
10. ↑  . TechRadar. 2015-03-09  [2015-04-18]. （原始内容存档于2015-04-16）.
11. ↑  . Apple.   [2014-09-10]. （原始内容存档于2015-04-18）.
12. ↑  . eCloudBuzz. 2015-03-10  [2015-04-18]. （原始内容存档于2015-04-02）.
13. ↑  .   [2015-03-11]. （原始内容存档于2015-03-13）.
14. ↑  . oled-info.com.   [2015-04-18]. （原始内容存档于2015-04-20）.
15. ↑  . Apple.   [2014-09-10]. （原始内容存档于2014-09-17）.
16. ↑  .   [2015-04-13]. （原始内容存档于2015-04-18）.
17. ↑  .   [2015-04-13]. （原始内容存档于2015-04-13）.
18. ↑   (PDF).   [2015-03-17]. （原始内容 (PDF)存档于2015-03-19）.
19. ↑  .   [2015-03-17]. （原始内容存档于2015-03-18）.
20. ↑  .   [2015-07-04]. （原始内容存档于2015-07-05）.
21. ↑  .   [2014-10-06]. （原始内容存档于2014-09-09）.
22. ↑  . MacRumors. 2014-09-18  [2014-10-06]. （原始内容存档于2014-10-06）.
23. ↑  .   [2015-04-13]. （原始内容存档于2015-04-16）.
24. ↑  .   [2015-03-11]. （原始内容存档于2015-03-12）.
25. 1 2  Howley, Daniel. . Yahoo.   [2015-04-09]. （原始内容存档于2015-04-17）. Geoffrey Fowler at The Wall Street Journal, though, said his watch barely lasted all day, while Cnet’s Scott Stein said that no matter what he did, the Apple Watch wouldn’t last more than a full day.
26. 1 2 3  Bajarin, Tim. . Time. 2014-09-29  [2015-04-02]. （原始内容存档于2015-04-04）.
27. ↑  . CNET. 2014-10-07  [2014-10-14]. （原始内容存档于2014-10-13）.
28. ↑  Shaban, Hamza. . Gizmodo. 2014-10-06  [2014-10-14]. （原始内容存档于2014-10-17）.
29. ↑  . PC Magazine. 2014-09-10  [2014-09-10]. （原始内容存档于2014-09-12）.
30. ↑  . Time. 2014-11-20  [2015-02-21]. （原始内容存档于2015-01-17）.
31. ↑  . 科技新報. 2014-11-24  [2015-04-17]. （原始内容存档于2015-04-02）.
32. ↑  . Yahoo Health. 2015-03-12  [2015-03-12]. （原始内容存档于2015-03-12）.
33. ↑  . The Age. 2014-09-13  [2015-03-10]. （原始内容存档于2015-03-12）.
34. ↑  . The Sydney Morning Herald. 2015-03-10  [2015-03-10]. （原始内容存档于2020-01-24）.
35. ↑  . Thegadgetnow. 2015-03-01  [2015-03-17]. （原始内容存档于2015-04-02）.
36. ↑  . 2014-09-09  [2015-01-06]. （原始内容存档于2015-01-06）.
37. ↑  Pressman, Aaron. . Yahoo! Tech. 2014-10-03  [2014-10-14]. （原始内容存档于2014-10-09）.
38. ↑  Biggs, Tim. . Sydney Morning Herald. 2015-04-09  [2015-04-09]. （原始内容存档于2015-04-12）.
39. ↑  Fowler, Geoffrey. . The Wall Street Journal. 2015-04-08  [2015-04-09]. （原始内容存档于2015-04-08）.
40. ↑  Johnson, Luke. . TrustedReviews.   [2015-04-09]. （原始内容存档于2015-04-15）. It strolled through three days moderate usage, which is two full days longer than the Galaxy Gear, but’s still short of what we would like to see on a wearable.
41. ↑  .   [2015-04-13]. （原始内容存档于2015-04-14）.
42. ↑  .   [2015-07-16]. （原始内容存档于2015-07-17）.
43. ↑  .   [2015-07-16]. （原始内容存档于2015-07-17）.